# Valeur nominale et valeur réelle
En sciences économiques, les notions de valeur nominale et de valeur réelle sont utilisées pour étudier des variations temporelles de quantités. On parle également de mesure à prix courants et de mesure à prix constants.
Lorsqu’on étudie les variations d’une quantité entre deux dates, cette quantité étant mesurée au moyen de sa valeur monétaire, ou à prix courants, ces variations sont perturbées par l’inflation (l'augmentation du niveau général des prix) qui a eu lieu entre ces deux dates, c’est-à-dire la diminution de la valeur de la monnaie. Si on ne corrige pas les effets de l'inflation, on mesure en valeur nominale (ou à prix courants). Si on corrige les effets de l’inflation, on mesure l’évolution de cette quantité en valeur réelle (ou à prix constants).
Définition de l'INSEE :
- Les prix courants sont les prix tels qu'ils sont indiqués à une période donnée, ils sont dits en valeur nominale.
- Les prix constants sont les prix en valeur réelle c'est-à-dire corrigés de la hausse des prix par rapport à une donnée de base ou de référence.

Ces notions sont utilisées en comptabilité nationale pour déterminer les variations dans le temps de grandeurs économiques (comme le PIB, le PNB ou le revenu national).

## Enjeux du lien entre valeur nominale et valeur réelle
À une date donnée, par exemple au cours de l'année 2000, la valeur nominale d’un bien est la valeur d’échange de ce bien mesurée en monnaie de l'année 2000 (c’est le prix courant). Entre deux dates, par exemple 2000 et 2002, la variation nominale de la valeur de ce bien est la différence entre les deux valeurs nominales mesurée en 2000 et en 2002.
Sans précision dans le texte d’un document, c’est généralement la valeur nominale ou la variation nominale qui est affichée.
Ainsi, un PIB à prix courants est mesuré au moyen des prix effectivement pratiqués pendant l'année étudiée (Par exemple, le PIB de 2002 mesuré à prix courants signifie que l'on a utilisé les prix en vigueur en 2002 pour estimer la valeur du PIB). C'est le PIB en valeur.
Cependant, d’une année à l’autre, les prix varient (phénomène d’inflation, de désinflation, de reflation, ou bien de déflation). La variation entre deux dates d’une grandeur économique mesurée au moyen des prix sera donc perturbée par la variation des prix eux-mêmes. Pour estimer la variation réelle de cette grandeur, on conserve les prix à un niveau inchangé : on fixe alors une année, dite de référence, et on fait comme si les prix restaient constants chaque année et égaux aux prix mesurés au cours de cette année de référence, en ne tenant pas compte de l'inflation. Par exemple, en prenant pour année de référence l'année 2000, la valeur réelle du PIB en 2002 (on parle du « PIB à prix constants base 2000 ») est estimée au moyen des prix de l'année 2000. On peut alors évaluer les évolutions réelles de la production, c’est-à-dire les évolutions en volume, et non pas en valeur.
Par exemple, entre 2014 et 2015, la Russie a une prévision de croissance du PIB de 2 %, en prix courants (en dollars US), alors que ce même PIB devrait baisser en PPA, parité de pouvoir d'achat, qui comprend l'inflation (ou déflation) et la dévaluation (ou réévaluation) des monnaies. On peut interpréter que l'activité progresse en Russie, mais que le coût des importations altère le pouvoir d'achat.